# 戸田屋商店
株式会社戸田屋商店（とだやしょうてん）は東京都中央区日本橋にある手ぬぐい問屋で創業100年を超える老舗である。手ぬぐい以外にゆかた、のれん、半纏、江戸型紙も製造している。

## 歴史
江戸末期に初代小林大助が木綿太物問屋で修行後、1872年（明治5年）に東京日本橋富沢町にて木綿金巾問屋を開業したのが始まり。
太平洋戦争中、統制令により企業合同したが、戦後に現店鋪にて染織加工業を再開。1950年（昭和25年）綿統制撤廃により、高級浴衣及び手ぬぐい等の卸問屋として再開。
1962年（昭和37年）再び株式会社になり、現在に至る。

## 梨園染（りえんぞめ）
戸田屋商店が扱っている梨園染は、独自に織った晒木綿と熟練の職人による注染という伝統的な技法で染めあげた美しい色と上質さが特徴。伝統的な柄以外にも現代的なデザインも扱っているが、それも注染で手染めである。

## 沿革
- 1872年（明治5年）創業
- 1909年（明治42年）高砂町（現富沢町）に移転
- 1924年（大正13年）注染ゆかたで初めて変り色物（藤色・緑等）を発売
- 1933年（昭和8年）代表登録商標名を梨園染へ
- 1940年（昭和15年）株式会社へ
- 1942年（昭和17年）統制令により企業合同
- 1946年（昭和21年）現店鋪にて染織加工業を再開
- 1940年（昭和15年）株式会社に組織変更
- 1946年（昭和21年）太平洋戦争後、現店鋪にて染織加工業を再開
- 1953年（昭和28年）木綿染帯を開発
- 1962年（昭和37年）再び株式会社へ
- 1992年（平成4年）袢纒展（深川江戸資料館）
- 2007年（平成19年）創業135周年記念展「注染づくし」（深川江戸資料館）
- 2013年（平成25年）ジャズに関連したイベントを新宿[1]、横浜[2]にて開催